# Präsident Barrada
Präsident Barrada ist ein actionreicher, deutscher Abenteuer-Stummfilm aus dem Jahre 1920 von Erik Lund mit Michael Bohnen, der den Film mit seiner eigenen kleinen Produktionsfirma auch herstellte, in der Hauptrolle eines lateinamerikanischen Glücksritters.

## Handlung
Im Mittelpunkt der in einem mittelamerikanischen Phantasiestaat spielenden Geschichte steht ein einfacher Grubenarbeiter in einer Erzmine, der sich mit viel Fleiß, einer gewissen Portion Skrupellosigkeit und Härte sowie reichlich Glück zum Staatsmann emporarbeitet. Mit Angela, der Tochter des Staatspräsidenten, heiratet Barrada schließlich auch noch in vornehmste und politisch mächtige Kreise ein, kann aber auch nicht die Finger von anderen Frauen lassen. Besonders zugetan ist er der Indianerin Inez vom Stamm der Yunkas, Typ impulsives Naturkind, die ihn einst vor dem Ertrinken gerettet hatte.
Bald gerät Barrada, der es mit Intrigen und Finten sowie einem selbst geschaffenen Image als „Mann des Volkes“ als Präsident an die Staatsspitze schafft, in die Mühlen von Kampagnen seiner politischen Gegner, allen voran Staatssekretär Manuel. Der zettelt einen regelrechten Volksaufstand an, der Präsident Barrada letztlich dank eigener Hybris scheitern lässt und zu Fall bringt. Am Ende ist ihm nur noch seine treu ergebene, ihn liebende Lebensretterin Inez geblieben, die im Kampf gegen Barradas Gegner fällt. Präsident Barrada selbst wird von den Revolutionären erschossen.

## Produktionsnotizen
Präsident Barrada entstand über mehrere Monate hinweg überwiegend Mitte 1920, passierte die Filmzensur am 20. November desselben Jahres und wurde am 6. Dezember 1920 uraufgeführt. Der Sechsakter (fünf Akte und ein Vorspiel) besaß eine Länge von 2672 Metern. Am 17. März 1921 erfolgte die Wiener (und damit österreichische) Premiere.
Die Filmbauten gestaltete Siegried Wroblewsky. Hauptdarsteller und Produzent Bohnen, von Haus aus Sänger, komponierte auch die Musik zum Vorspiel.

## Kritiken
Die Neue Kino-Rundschau befand: „Die Handlung ist sehr spannend aufgebaut, schöne Massenszenen und eine vorzügliche Photographie vervollständigen den Erfolg des […] Films.“
Die Filmwelt konstatierte: „In diesem Film ist einmal ein tragisches Ende durch das eigene Ich bedingt, durch den blinden Ehrgeiz, nicht durch das kinoübliche, blindwaltende “Schicksal”. Es spielt sich hier eine wirkliche menschliche Tragödie ab, wofür den Verfasser besonderer Dank gebührt. Bohnen ist „fabelhaft“. Es ist etwas Napoleonisches in ihm, das das Außergewöhnliche seines Helden glaubhaft macht. Magda Madelaine [sic!] als Angela und Leopoldine Konstantin als Inez sind zwei gut unterschiedliche Frauengestalten.“
Die Grazer Mittags-Zeitung meinte: „Michael Bohnen bekleidet den Präsidenten mit all den Machtvollkommenheiten seiner eigenen starken Persönlichkeit. Die Inszenierung hat hier Vorzügliches geschaffen; der letzte Akt leistet hierin Ausgezeichnetes.“
Das Blatt Sport im Bild wiederum stellte die Leistung des Regisseurs Lund in den Vordergrund seiner Betrachtung: „Großzügigkeit in der sicheren Beherrschung der Massenszenen, subtilste Behandlung der innerlich belebten Spielszenen tun dar, dass hier ein Regisseur am Werke war, die mit den ersten seines Fachs genannt zu werden, beanspruchen darf.“